# Kaukasische groengestipte kikker
De Kaukasische groengestipte kikker (Pelodytes caucasicus) is een kikker uit de familie Pelodytidae. De soort werd voor het eerst wetenschappelijk beschreven door George Albert Boulenger in 1896. Later werd de wetenschappelijke naam Pelodytopsis caucasica gebruikt.

## Uiterlijke kenmerken
Deze kleine kikker bereikt een lengte van 5 tot 6 centimeter en is zeer donker van kleur, veel exemplaren zijn donkerbruin met vele, onregelmatige donkerbruine tot zwarte vlekken op de rug. Vrouwtjes zijn wat lichter van kleur, soms komen kleine rode puntjes voor bij beide geslachten, de buik is grijsachtig. De mannetjes krijgen in de paartijd kleine zwarte stekeltjes op de borst, armen en vingers, die dienen om het vrouwtje beter vast te houden tijdens de paargreep of amplexus.

## Verspreiding en habitat
De Kaukasische groengestipte kikker komt voor in het uiterste zuidoosten van Europa, in Azerbeidzjan, Georgië, Rusland (Noord-Ossetië) en Turkije tot op hoogtes van 2300 meter boven het zeeniveau. Het areaal beslaat een 10 tot 30 kilometer smalle strook langs het gebergte Kaukasus, de lengte is ongeveer 750 km. De habitat bestaat uit bergbossen bij stroompjes en beekjes, koelere en meer beschaduwde plaatsen hebben de voorkeur want de soort heeft een hekel aan warmte. De kikker ondervindt nadelige invloeden van de mens door vervuiling, bemesting, veehouderij, platgereden dieren op wegen en ze worden ook verzameld voor de handel in exotische dieren. Omdat de soort een nogal verbrokkeld verspreidingsgebied kent is niet overal duidelijk hoe de soort ervoor staat.

## Voortplanting en ontwikkeling
In de winter wordt een winterslaap gehouden van september tot maart, de voortplantingsperiode loopt van mei tot september, meestal in juni en juli. De kikker is nachtactief en schuilt 's nachts bij de waterkant onder stenen of in holletjes, tijdens de schemering trekken de mannetjes naar het water om te kwaken. In tegenstelling tot de meeste kikkers worden de eitjes niet in een keer massaal afgezet, maar in kleine eierklompjes afgezet gedurende een langere periode. De kikkervisjes kunnen al na 2 tot drie maanden metamorfoseren maar meestal overwinteren ze en vindt de metamorfose pas het volgende jaar plaats. Het is zelfs niet ongebruikelijk dat de larven twee keer overwinteren, ze doen er dan twee jaar over om zich tot een klein kikkertje te ontwikkelen. Na twee tot drie jaar is een jonge kikker volwassen, de maximale leeftijd wordt geschat op 9 jaar.